# فخامتك (مسلسل تلفزيوني)
فخامتك (بالإنجليزية: Your Honor)‏؛ مسلسل أمريكي، من بطولة برايان كرانستون، مقتبس من المسلسل التلفزيوني الإسرائيلي كفودو. تم عرضه لأول مرة في 6 ديسمبر 2020.

## القصة
بعد ارتكاب ابنه جريمة قتل بدهس رجل والهرب، يكتشف قاضِ يسعى دائما لتطبيق القانون أصعب الخيارات، حينما يصبح عليه فعل ما لا يمكن تخيله لحماية ابنه من عائلة المقتول الإجرامية.

## طاقم التمثيل
شارك في هذا المسلسل كل من:
- برايان كرانستون في دور مايكل ديسياتو، قاض في نيو أورلينز
- هانتر دوهان في دور آدم ديسياتو، ابن مايكل المتورط في دهس وفرار.
- هوب ديفيس في دور جينا باكستر، زوجة جيمي القاسية
- صوفيا بلاك ديليا في دور فراني لاتيمر، معلمة آدم التي تربطها علاقة غرامية به
- إيسيا ويتلوك جونيور في دور تشارلي، أفضل صديق لمايكل
- مايكل ستولبرج في دور جيمي باكستر، رئيس عصابة (منظمة أجرامية)
- كارمين إجوجو بدور لي ديلامر، المحامية التي تعمل جنبًا إلى جنب مع مايكل.

## الاستقبال
| رقم الحلقة. | تاريخ العرض    | التقييم (18-49) | المشاهدون (بالملايين) |
| ----------- | -------------- | --------------- | --------------------- |
| 1           | 6 ديسمبر 2020  | 0.04            | 0.449                 |
| 2           | 13 ديسمبر 2020 | 0.13            | 0.658                 |
| 3           | 20 ديسمبر 2020 | 0.07            | 0.537                 |
| 4           | 27 ديسمبر 2020 | 0.06            | 0.467                 |
| 5           | 3 يناير 2021   | 0.08            | 0.563                 |
| 6           | 10 يناير 2021  | 0.07            | 0.500                 |
| 7           | 17 يناير 2021  | 0.10            | 0.745                 |
| 8           | 31 يناير 2021  | 0.10            | 0.662                 |
| 9           | 7 فبراير 2021  | 0.07            | 0.582                 |
| 10          | 14 فبراير 2021 | 0.09            | 0.742                 |

## الإنتاج

### ينتج
تم الإعلان عن المسلسل لأول مرة على أنه يتم أنتاجه بواسطة استوديوهات سي بي اس في أغسطس 2017.

### طاقم
تم الإعلان عن أنضمام براين كرانستون ليكون البطل الرئيسي للمسلسل في يناير 2019. في أغسطس 2019 تم الإعلان عن أختيار كل من مايكل ستولبارغ، صوفيا بلاك ديليا، كارمن إيجوغو وإيزياه ويتلوك جونيور إلى فريق التمثيل. في سبتمبر 2019 تم اختيار هوب ديفيس. تم أختيار توني كوران وكيث ماتشيكانيانغا ولامار جونسون وبنجامين فلوريس في أكتوبر 2019، انضمت مارجو مارتينديل في ديسمبر 2019. في أكتوبر 2020 انضمت مورا تيرني إلى فريق في دور متكرر سابقا.

### تصوير سينمائي
بدأ التصوير الرئيسي للمسلسل في 16 سبتمبر 2019، في نيو أورلينز، لويزيانا، ولكن تم تعليقه في مارس 2020 بسبب جائحة COVID-19. تم أستئناف الإنتاج في 7 أكتوبر 2020 وكان من المقرر أن ينتهي في 25 نوفمبر 2020.

## أنظر ايضاً
- فخامتك (مسلسل 2024)

## روابط خارجية
فخامتك على موقع IMDb (الإنجليزية)
- فخامتك على موقع ميتاكريتيك (الإنجليزية)
- فخامتك على موقع روتن توميتوز (الإنجليزية)
- فخامتك على موقع ليتربوكسد (الإنجليزية)
- فخامتك على موقع كينوبويسك (الروسية)
- فخامتك على موقع ألو سيني (الفرنسية)
- فخامتك على موقع قاعدة بيانات الفيلم (الإنجليزية)